# Глентіс
Ґлентіс (англ. Glenties; ірл. Na Gleannta) — село в Ірландії, знаходиться в графстві Донегол (провінція Ольстер).

## Демографія
Населення — 811 людей (за даними перепису 2006 року). В 2002 році населення складало 789 людей. 
Дані перепису 2006 року:
| Загальні демографічні показники' |               |                           |                           |      |      |
| Усе населення                    | Усе населення | Зміни населення 2002-2006 | Зміни населення 2002-2006 | 2006 | 2006 |
| 2002                             | 2006          | люд.                      | %                         | чол. | жін. |
| 789                              | 811           | 22                        | 2,8                       | 386  | 425  |